# Jamesdicksonia linearis
Jamesdicksonia linearis är en svampart som först beskrevs av Berk. & Broome, och fick sitt nu gällande namn av Vánky 2005. Jamesdicksonia linearis ingår i släktet Jamesdicksonia och familjen Georgefischeriaceae.   Inga underarter finns listade i Catalogue of Life.